# Zulu War
Zulu War est un jeu vidéo de type wargame publié par Cases Computer Simulations en 1987 sur ZX Spectrum. Le jeu se déroule en 1879 pendant la guerre anglo-zouloue, peu après la bataille de Rorke's Drift. Le joueur y commande l’armée britannique et affronte les Zoulous, contrôlés par l’ordinateur,. Le jeu contient deux scénarios qui peuvent être joué dans trois niveaux de difficultés différents. Il se déroule au tour par tour. A chaque tour, les unités sont sélectionnées chacune à leur tour et le joueur peut leur donner des ordres pour les déplacer, les faire attaquer ou les faire rester en position. 

## Accueil
| Zulu War       |      |       |
| Média          | Pays | Notes |
| Computer Gamer | GB   | 78 %  |
| Crash          | GB   | 61 %  |
| Sinclair User  | GB   | 3/5   |
| Your Sinclair  | GB   | 7/10  |